# L'hymne
L'hymne è un brano musicale registrato dai cantanti canadesi Céline Dion e Fred Pellerin, pubblicato il 19 agosto 2015 come singolo principale della colonna sonora del film d'animazione québecchese La guerre des tuques 3D (2015). Il brano è stato scritto da Jorane Painchaud e da Éloi Painchaud, quest'ultimo curò anche la produzione.
Céline registrò anche una versione solista in lingua inglese, intitolata Hymn. Quest'ultima fu pubblicata il 5 febbraio 2016 come primo singolo dalla versione in lingua inglese del film, Snowtime!.

## Antefatti e uscita
Nell'agosto 2015 fu annunciata l'uscita de L'hymne, registrato in duetto da Céline Dion e Fred Pellerin. Il brano anticipò l'uscita del film québecchese La guerre des tuques 3D (2015), una rivisitazione del film franco-canadese del 1984, La Guerre des tuques. La colonna sonora del film, arrivata nei negozi in Canada il 30 ottobre 2015, include canzoni in lingua francese e in lingua inglese e anche la versione solista della canzone registrata in lingua inglese dalla stessa Céline Dion e intitolata Hymn.

## Videoclip musicale
Il videoclip musicale di L'hymne, diretto da Scott Lochmus e Robert Yates, è stato presentato in anteprima il 14 settembre 2015 e mostra scene del film che si alternano ad altre in cui appaiono la Dion e Pellerin durante la sessione di registrazione della canzone. Anche per la versione in inglese del singolo fu realizzato un videoclip simile al primo ma con la variante che appare solamente Céline.

## Formati e tracce
Digital download
1. L'hymne – 3:03 (Jorane Painchaud, Éloi Painchaud)